# Cycle de Ji
Le Cycle de Ji est une saga de romans de fantasy écrite par l'écrivain français Pierre Grimbert entre 1997 et 2012. L'auteur a repris l'écriture dans cette saga avec une nouvelle série. Cette nouvelle série ne devrait pas suivre les mêmes personnages. 
Le Cycle de Ji est subdivisé en quatre saisons : Le Secret de Ji, Les Enfants de Ji, Les Gardiens de Ji et Les Chemins de Ji.

## Résumé

### Le Secret de Ji
Il y a 118 ans, un certain Nol l'étrange manda un émissaire de chaque royaume du monde connu pour l'accompagner sur l'île Ji, et effectuer un long et dangereux voyage. Peu d'émissaires revinrent, et aucun d'eux ne raconta les évènements qui s'étaient passés sur l'île. Les héritiers de ces derniers se réunirent régulièrement pour célébrer le voyage sur l'île Ji, et ils pensent être les seuls à se rappeler cette affaire vite étouffée, jusqu'au jour où des assassins fanatiques se mettent à les éliminer un à un. Il ne reste alors qu'une chance de survie aux héritiers : percer le secret de Ji...

### Les Enfants de Ji
23 ans après les mésaventures des héritiers, Léti, Yan, Corenn, Grigàn, Rey, Lana et le clan de Bowbacq excepté lui-même (Secret de Ji) disparaissent. Leurs enfants et petits-enfants, Eryne, Amànon, Nolan, Cael et Niss, ne sachant pourquoi, vont décider de se rassembler à Lorelia et d'essayer de les retrouver. Il leur faudra pour cela percer à leur tour le fabuleux et terrible secret de Ji...

### Les Gardiens de Ji
Insouciants, les descendants des Enfants de Ji jouissent de la paix chèrement gagnée par leurs parents mais, bien qu'ils l'ignorent encore, le monde est sur le point de connaître un nouveau bouleversement. Saat revient, plus puissant que jamais, et rien ne les a préparés à mener ce nouveau combat. Ils vont devoir prendre la relève de leurs aînés afin de défendre, au prix de leur vie s'il le faut, le secret dont ils sont les derniers dépositaires...

### Les Chemins de Ji
Début novembre 2024, Pierre Grimbert ainsi que les éditions Mnémos ont révélé la couverture du premier tome intitulé La Branche Romine.
Cent dix-huit ans avant ce jour, un homme étrange emmena une délégation de sages sur une petite île oubliée… Une longue quête s’ensuivit, mais ce n’était pas la seule histoire qu’il fallait raconter à ce sujet. Car deux siècles plus tôt encore, pareille expédition avait déjà eu lieu. Provoquant aussi son lot de drames, dont les effets se font encore sentir chez les lointains descendants de ces émissaires ! Ainsi, un érudit passionné de généalogie et de magie va entraîner malgré eux quelques personnages dans une quête…

## Description de l'univers

### Géographie

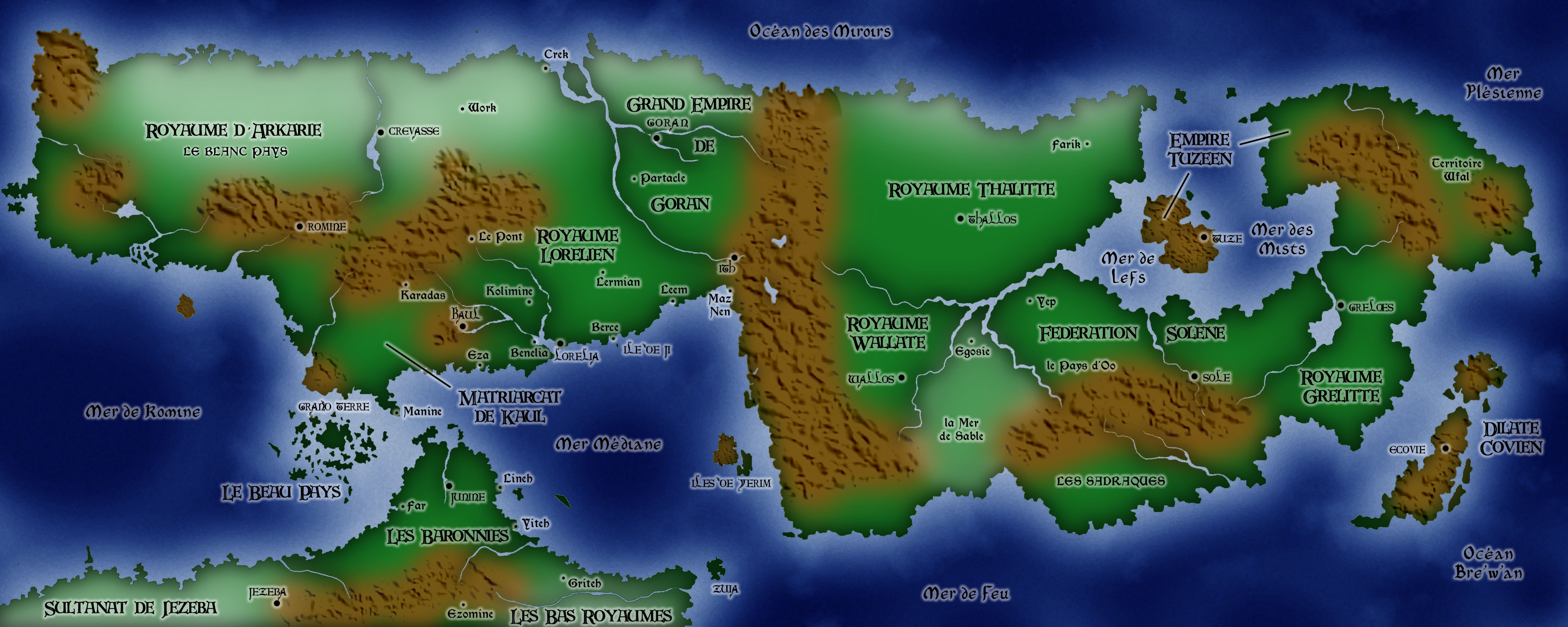
Carte du monde de Ji.

Le cycle du Secret de Ji se déroule dans un monde imaginaire peuplé d'hommes et de magiciens. Ce monde est divisé en deux parties par le Rideau, une chaîne de montagnes gigantesque dont la plupart des sommets n'ont jamais été atteints.
Elle sépare les Hauts-Royaumes des royaumes Estiens.
Tout d'abord, voici une liste des États appelés Hauts-Royaumes :
- Le Royaume Ithare: au temps de nos héros le royaume Ithare est le plus petit des royaumes existants, et l'un des plus vieux royaumes du monde connu avec le Royaume de Romine. Ses habitants sont appelés les ithares, et sa capitale est la ville Ith, surnommé la Sainte Cité. Située sur l'Alt, le plus long fleuve du monde connu, Ith est le siège de l'ordre d'Eurydis, le culte majoritaire des Hauts Royaumes. En effet le Royaume Ithare fut par le passé un grand empire qui avait conquis près de la moitié des terres situées à l'Ouest du grand Rideau lors de guerres de religions. Tout le Royaume actuel est régi selon les principes de cette religion : ce sont les Emaz et les Maz, sorte de grands prêtres, qui le dirigent. Le Royaume  ne comprend que la capitale, les terres environnantes agricoles et le port de Maz Nen depuis les apparitions d'Eurydis et le repentis des généraux impériaux. Il est désormais uniquement frontalier du grand empire de Goran. La capitale étant au pied du Rideau, il est difficile de déterminer quelle partie est sous son influence, et où s'arrêtent précisément ses frontières Est.
- Le Royaume Lorelien : il a pour capitale Lorelia, une ville portuaire réunissant des marchands de toutes les origines à l'embouchure du Gisle. La monnaie du royaume est la Terce. Il est connu pour posséder la meilleure flotte du monde. Il a de nombreuses frontières, étant est limitrophe au nord du royaume d'Arkarie, à l'est du grand empire de Goran, au sud-ouest du Matriarcat de Kaul et au nord-nord-ouest du vieux royaume de Romine. Le Royaume Marchand comprend un protectorat, la principauté de Semilia, et est composé d'au moins 3 duchés (Kercyan au centre, Lermian à l'est et Cyr la Haute au nord). Bénélia est l'ancienne capitale qui fait face à l'actuelle de l'autre côté de l'embouchure.
- Les Baronnies (ou Petits Royaumes) : cette nation est divisée en 19 provinces semi-autonomes dirigées par un baron local. Les Petits Royaumes sont séparés des Hauts-Royaumes par la mer Médiane, et sont frontaliers au sud-est des Bas Royaumes via la Louvelle et au sud-ouest du sultanat de Jezeba. La capitale Junine est située sur l'Ubese, et a comme bâtiment notable le Château Brisé, siège du pouvoir. La langue est le junéen, et le sport principal pratiqué dans les Baronnies septentrionales est le jeu de Pousse.
- Le Matriarcat de Kaul : les habitants de ce pays sont nommés les Kauliens et parlent le Kauli. Le pays est gouverné par une assemblée de Mères, qui siègent et dirigent depuis la Grand'Maison, dans la ville de Kaul. Celle-ci est située sur le Mèche, affluent du Gisle. Le Matriarcat est limitrophe au nord-est du Royaume Lorelien via le Gisle, au nord et à l'ouest de Romine.
- Le grand Empire de Goran : militairement, c'est le plus puissant des Hauts-Royaumes, le plus fortifié, et possédant la plus grande armée terrestre du monde. La plupart de ses habitants adorent la divinité Mishra, la déesse à tête d'ours. Ses habitants sont appelés les goranais et goranaises. L'empire est frontalier au sud-ouest du Royaume Lorelien, à l'ouest de l'Arkarie et à l'est du Royaume Thalitte.
- Le Royaume de Romine ou Vieux Pays : c'est l'un des deux plus anciens Hauts-Royaumes, possédant sûrement la plus grande bibliothèque du monde. Durant l'épopée du Secret de Ji et des Enfants de Ji, ce royaume est en pleine guerre civile du fait de la très grande rivalité entre ses 5 provinces (Helanie, Jerusnie, Mémissie, Presdanie, Uranie). Sa capitale est Romine sur l'Urae. Il est frontalier au sud-est du Matriarcat de Kaul, au nord et au nord-est du Royaume Arque et à l'extrême est de la principauté de Semilia et donc du Royaume Lorelien.
- Les Bas-Royaumes : ce sont les royaumes qui sont séparés des Hauts-Royaumes par la mer. Ils sont au nombre de 11 (tribus principales). Les Baronnies sont parfois comprises dans l'appellation « Bas-Royaumes », bien qu'elles constituent une nation indépendante. Ses habitants sont appelés les Ramgriths. Ils sont frontaliers au nord-ouest des Baronnies uniquement via la Louvelle, leurs éventuelles frontières méridionales ne faisant pas partie du monde connu. Sa capitale est la Hacque sur l'Aòn. Des pyramides sont élevées sur son territoire.
- L'Arkarie, ou "Blanc Pays" : c'est le plus grand des Hauts-Royaumes. La majeure partie du temps, l'Arkarie est recouverte de neige, d'où son surnom. Les habitants sont très éloignés les uns des autres, dans ces régions il n'est pas rare que son plus proche voisin soit à 2 kilomètres. La capitale du royaume est Crevasse, dirigée par le clan du Faucon, le plus riche des clans arques. Au sud, le Blanc Pays partage une longue frontière avec le royaume de Romine, et avec le Royaume Lorelien dans une moindre mesure. A l'est, l'Alt marque sa frontière avec le grand empire de Goran.
- Le Beau Pays : archipel d'îles situé dans la mer de Romine, au large des côtes du royaume de Romine. Leur plus grande île a pour nom Grand'Terre et se trouve au cœur de l'archipel, la capitale située elle-même a priori au sein de Grand'Terre semble porter le même nom que l'île. Ses habitants sont appelés les guoris et ont, semble-t-il, un mode de vie tribal. L'île sacrée d'Usul, Celui Qui Sait, se situe dans cet archipel et le dieu est la principale divinité de cette peuplade insulaire. Les guoris ont toujours vaillamment résisté aux invasions extérieures et notamment romines grâce aux mercenaires embauchés par le roi, qui surveillent et patrouillent aux limites de l'archipel. Ils interdisent également l'accès aux étrangers à Grand'Terre et à l'île sacrée. Bon nombre d'îles sont louées voire achetées par de riches étrangers, ce qui apporte les ressources financières nécessaires au paiement des mercenaires gardiens.
- Le sultanat de Jezeba : souvent surnommé la lointaine Jezeba, ce sultanat est situé de l'autre côté de la mer de Romine par rapport au Vieux Pays. Sa capitale, qui porte le même nom que le pays, est élevée aux pieds de l'extrémité ouest des Hauts de Jezeba, chaîne de montagnes qui sépare les 3 nations connues du continent Sud et qui n'est autre que la partie d'extrême Sud de la chaîne du Rideau. On sait qu'un sage émissaire était originaire de Jezeba, le chef Ssa-Vez. On sait qu'il y a des singes dans l'est du pays qu'il y avait des pyramides sur son sol dans son passé au moins. Ses habitants sont appelés les Jezs. Le pays est frontalier principalement des baronnies au nord-est via un fleuve au nom inconnu jusque-là. Ses éventuelles frontières méridionales sont inconnues.

Il y a aussi les Royaumes Estiens (appelés ainsi car à l'est du Rideau, grande cordillère qui sépare les Hauts-Royaumes des Royaumes Estiens, plus grande chaîne de montagnes du monde connu), surnommés Royaumes Barbares par les Hauts-Royaumes :
- Le royaume Wallatte : c'était le plus grand des Royaumes Estiens avant l'arrivée de Saat (voir le cycle du Secret de Ji), que la lignée B'r'ee gouverne depuis plusieurs siècles, depuis Wallos, la capitale. Ses habitants sont appelés les Wallates. Le royaume est frontalier du Royaume Thalitte au nord, et de la Fédération Solène à l'est si l'on considère que la Mer de Sable fait peu ou prou partie de son territoire ; tout comme les Sadraques au sud-est.
- L'Empire Tuzéen : on sait peu de choses de celui-ci, excepté sa rivalité avec le royaume Walatte. Il a pour capitale Tuze. Sa civilisation est la plus avancée des Royaumes Estiens. Il comprend les territoires Wfal autonomes à son extrémité orientale, qui s'étendent sur des terres au-delà d'une grande chaîne de montagnes. Ses habitants sont appelés les tuzéens. L'empire Tuzéen ne possède qu'une frontière terrestre au sud-est avec le royaume Grelitte.
- La Fédération Solène : la capitale de ce pays est Sole dans l'est du pays, et il comprend notamment le mystérieux Pays d'Oo à son extrémité occidentale. Ses habitants sont appelés les Solènes. Le pays de par sa position centrale au cœur des nations estiennes, partage un nombre de frontières important notamment avec le Royaume Grelitte à l'est, les Sadraques au sud, le royaume Wallatte à l'ouest et le Royaume Thallitte au nord-ouest, plus une frontière maritime avec l'Empire de Tuze au nord.
- Le Royaume Thalitte : en conflit avec l'empire de Goran depuis fort longtemps, ce royaume barbare possède l'unique accès direct terrestre avec les Hauts-Royaumes, le fameux Val Guerrier, une passe coincée entre le Rideau au sud et l'Océan des Miroirs au nord. Ses habitants sont appelés les Thalittes. Le Royaume est frontalier à l'ouest du Grand Empire de Goran, au sud-ouest du Royaume Wallatte et de la Fédération Solène au sud-est.
- Les Sadraques : on connaît peu de chose sur ces terres situées à l'extrême sud des royaumes estiens si ce n'est que certains de ses citoyens ont participé à la première guerre de Saat contre les Hauts-Royaumes et qu'elles ne possèdent pas de capitale officielle... Ce pays est sans doute composé de plusieurs tribus indépendantes les unes des autres qui ne reconnaissent aucun pouvoir central. Ses habitants portent le même nom que la contrée, les sadraques. La contrée est frontalière au nord de la Fédération Solène, à l'extrême nord-est du Royaume Grelitte et à l'extrême ouest du Royaume Wallatte, si l'on considère la Mer de Sable comme faisant partie du territoire Wallatte.
- Le Royaume Grelitte : on n'a que très peu d'éléments concernant cette nation, si ce n'est que certains de ses habitants ont été enrôlés lors de la première guerre de Saat et Sombre contre les Hauts-Royaumes, que sa capitale située au bord d'un immense lac (ou mer intérieure ?) se nomme Greloes et fait face à la Fédération Solène. Enfin le pays est la nation continentale estienne la plus éloignée du Rideau et donc des Hauts-Royaumes. Sa côte orientale est baignée par l'océan Bre'w'an. Ses habitants s'appellent les Grelittes. Le Royaume Grelitte est frontalier au nord de l'Empire Tuzéen, à l'ouest de la Fédération Solène et à l'extrême sud-ouest des Sadraques.
- Le Dilat Covien: le royaume estien le plus méconnu des habitants des Hauts et Bas Royaumes puisqu'il n'est cité dans aucun des trois épisodes du Cycle de Ji. Archipel situé dans le lointain océan de Bre'w'an à l'extrême est du monde connu, il est composé de deux îles principales, que l'on peut appeler, faute de connaître leurs noms, l'île du Nord et l'île du Sud. Ecovie la capitale est nichée au cœur de l'île du Sud, la plus grande des deux. Le territoire semble très montagneux. Les citoyens de cette nation n'ont a priori jamais participé à l'une des deux guerres lancées par Saat et Sombre, cas unique dans les pays estiens (mis à part les territoires Wfal). À noter qu'il s'agit du pays estien le plus éloigné du Rideau et donc des Hauts-Royaumes.

### Magie
La magie est un aspect important de cet univers.
Outre son rôle de Mère chargée des Traditions, Corenn est également en secret à la recherche de magiciens potentiels, capables d'utiliser leur Volonté (autre nom de la magie). D'après elle, tout le monde possède cette aptitude de façon latente, mais il faut avoir la patience et il faut y croire pour que la Volonté éclose.
Chaque magicien porte un surnom correspondant à son apparence, ses manies, ou son comportement. En général, le maître décide du surnom pour son élève (Corenn a choisi "le Curieux" pour Yan).

#### Magie et Éléments
La pratique de la magie est divisée en quatre disciplines distincte : la Terre, l'Eau, le Vent et le Feu.
La Terre regroupe tout ce qui concerne la matière, ce qui compose toute chose. Un meuble, un rocher, seront constitués presque uniquement de Terre. Les magiciens qui se spécialisent dans cette discipline peuvent altérer la matière, détruire des choses en les touchant. C'est la spécialité de Corenn et de Yan.
L'Eau est la discipline qui s'occupe de la vie, de tout ce qui est vivant. Il est possible de soigner avec l'Eau, ou au contraire de faire mourir un être en perturbant son organisme.
Le Vent concerne l'esprit, la conscience des êtres. Par cet élément, on peut lire les pensées et même prendre possession du corps d'une personne, en prenant temporairement la place de son esprit. Yan est également un spécialiste de cet Élément de même que le Collectionneur au Beau Pays. C'est aussi probablement la magie pratiquée par les Erjaks d'Arkarie sans qu'ils le sachent (tous les magiciens ayant compris cela ont décidé de conserver le secret pour ne pas détruire le peuple du Blanc Pays).
Le Feu, enfin, se rapporte au changement, à toute chose qui se transforme en autre chose (exemple : le vieillissement, l'érosion, ...). C'est une discipline méprisée, appelée aussi Magie Noire. Les spécialistes du Feu peuvent transmuter des éléments en autre chose de façon temporaire (du fer en or, par exemple). Ils peuvent accroitre la force d'un feu, faire pourrir le bois, etc. C'est la spécialité de Saat l'Econome.
L'enseignement des magiciens nous apprend que chaque chose, chaque être est composé d'une part variable de chacun de ces quatre éléments. Une chose inanimée, comme un rocher ou un meuble, est composée presque uniquement de Terre, il n'y a qu'un soupçon de Vent et d'Eau, et un peu de Feu (correspondant au vieillissement de la chose). Un être vivant aura bien plus d'Eau et de Vent que de Terre.

#### La langueur
La langueur désigne le contrecoup subi par un magicien lorsqu'il s'est servi de sa Volonté.
Quand un magicien utilise la Volonté, il envoie de l'énergie au loin, pour agir sur quelque chose. L'équilibre se rétablit par échange d'énergie de proche en proche entre les choses, jusqu'au magicien. Pendant ce temps, ce dernier, suivant ses capacités physiques, sa puissance de Volonté, son habitude à pratiquer et la quantité d'énergie émise, subit les effets de la langueur : fatigue, frissons, perte de force dans les muscles, jusqu'à l'inconscience et même la mort.
Pour éviter le plus possible la langueur, les magiciens les plus avancés puisent dans l'énergie des choses qui l'entourent. De cette façon, ce sont ces choses qui subissent la déperdition d'énergie. Toutefois, il faut éviter de trop puiser dans un seul objet. Si jamais le magicien prend la totalité de l'énergie de cet objet, celui-ci se brise, et le magicien subit alors le contrecoup d'une double langueur, qui peut parfaitement le tuer.

#### L'Essence sublime et lerecept
L'Essence sublime est une perception de la magie que peut acquérir un puissant magicien. Lorsqu'il se concentre sur une chose quelle qu'elle soit, il perçoit alors les quatre éléments qui composent cette chose sous une forme particulière : une pyramide de glace posée sur du sable qui émet de la vapeur, avec un feu en dessous, le tout dans une sphère plus ou moins visible. La pyramide de glace représente l'Eau, le sable la Terre, le nuage de vapeur le Vent. Bien sûr, chaque pièce de la sphère dépend des proportions de chaque Élément dans la chose examinée.
La sphère perceptible via l'Essence sublime représente un cinquième élément, le recept. Plus qu'un élément, c'est un concept lié à la magie. Comme pour les éléments, chaque chose existante possède un certain niveau de recept (à la manière d'une jauge, entre vide et pleine). Le recept évolue avec la magie employée sur l'objet. Plus l'on utilise la magie sur une chose, plus le recept de cette chose s'accroit, et plus agir par magie sur cette chose devient difficile. Lorsque le recept a atteint le niveau maximal, on dit que l'objet est abouti. Il devient alors totalement insensible à la magie, qui ne peut plus l'atteindre. C'est pour cela que l'on ne peut user de magie contre quelque chose ou quelqu'un indéfiniment.
Dans le Jal (aussi bien Dara que Karu), les éléments naturels (herbe, eau, terre, ...) ont un recept très faible, bien plus que ce que l'on trouve dans le monde normal, ce qui les rend extrêmement intéressant pour la pratique de la magie (et qui a tendance à enivrer les magiciens). Seuls les Gardiens et les Portes du Jal sont aboutis.

### Termes propres au Cycle

#### Le passage du temps
Seuls le jour et l'année (et tout ce qui suit, siècle, millénaire) sont communs aux nôtres. 
Les jours sont rassemblés par dix, dans une décade, et trois décades forment une lune. Les saisons portent le nom d'un élément (saison du Feu, de l'Eau, etc).
Un jour est décomposé en dix décans, le premier décan étant celui de l'aube. De la même façon, un décan est composé de dix décimes, composés à son tour de dix décilles. Un décan correspond donc à 2,4 heures, un décime à 14,4 minutes et une décille à 1,44 minute.

#### Armes
- lowa : arme traditionnelle à deux mains des estiens, consiste en une barre d'acier de trois pieds de long, dont seul le dernier tiers est tranchant. Un petit bouclier de métal est l'unique protection pur les mains. À l'autre extrémité est fixée un anneau de métal, auquel on peut assujettir une chaine ou tout autre arme. Une certaine force est requise pour son maniement.
- hati : dague traditionnelle des tueurs züü. Elle est enduite d'un poison issu d'un serpent du Lus'an. Sauf si la victime est immunisée à ce poison, la moindre estafilade causée par cette dague tue en quelques secondes.
- zarratt : arme composée d'un poignard et d'une massette reliés par une chaîne. Originaire de l'île de Zuia, il est utilisé par Josion.

#### Lié au Jal
- gwele : la matière dont est composée le Jal, il en existe deux sortes, celui de Dara et celui de Karu. Cette matière a un recept très faible, la rendant facilement modelable par la magie.
- gwelom: un morceau du Jal emporté à l'extérieur. Il est constitué de gwele. Protège son porteur des dieux (empêche la détection et la lecture de l'esprit) et de la magie. Ce terme désigne également les mortels influencés par le Jal (l'ayant visité, ou bien en étant un descendant de ces personnes) ; cette influence augmente la longévité, mais diminue fortement la fertilité.

## Principaux personnages

### Les Émissaires
- Tiramis de Kaul, elle représenta, avec Yon, le Matriarcat de Kaul. Elle se retira elle-même de ses fonctions au conseil.
- Yon de Kaul, il représenta, avec Tiramis de Kaul, le Matriarcat de Kaul. Il fit alliance avec Tiramis de Kaul.
- Rafa Derkel de Griteh (dit le Stratège), il représenta le royaume de Griteh. Sa fonction de stratège personnel du roi de Griteh lui fut retirée à son retour de l'île Ji, mais lui fut rendue quelques années avant sa mort.
- Vanamel Uborre, il est le fils de l'empereur de Goran. Il représenta l'empire de Goran avec son conseiller, Saat de Quermont. Il est mort dans les fosses de Jal'Karu.
- Maz Achem de Gredo d'Algonde d'Ith, il représenta le royaume Ithare sur l'île de Ji. À son retour à Ith, on lui retira ses fonctions au Grand Temple.
- Reyan de Kercyan (dit l'Ancien), il représenta le royaume de Lorelia sur l'île de Ji. On lui a pris ses titres et ses terres lors de son retour.
- Arkane de Junine, il représenta les Baronnies sur l'île de Ji. Il revint de l'île estropié, et initia les "réunions" des héritiers.
- Fer't lu Soles, il représenta la Fédération Solène. Il est mort dans les fosses du Jal'Karu.
- Moboq de l'Oiseau, il représenta le royaume d'Arkarie.
- Ssa-Vez de Jezeba, il représenta les Jez sur l'île de Ji. Il est mort dans les fosses du Jal'Karu.
- Saat de Quermont (dit l'Econome), il représenta, avec le prince Vanamel, le royaume Goranais. Il vécut pendant longtemps dans les fosses du Jal'Karu.
- Palb'ree lu Wallos, il représenta le royaume Wallatte sur l'île de Ji.

### Les Héritiers
- Bowbaq du clan de l'Oiseau, l'Arque pacifiste. Il a juré de ne jamais tuer un être vivant. Il est également un Erjak accompli, allant jusqu'à servir de professeur à Yan quand celui-ci étudie la magie du Vent. Il est marié à Ispen de l'Erisson avec qui il a eu deux enfants, Prad (le père de Niss) et Iluane. Bowbaq est remarquable à sa taille colossale.
- Cheb'ree lu Wallos, reine de Wallos.
- Corenn de Baudoine (dite la Sagace), Mère du Matriarcat de Kaul et magicienne.
- Grigàn Derkel, le guerrier Ramgrith et voyageur infatigable.
- Lana de Lioner d'Ith, Maz d'Eurydis œuvrant dans la Sainte-Cité d'Ith.
- Léti d'Eza, nièce de Corenn et habitante du village d'Eza.
- Reyan de Kercyan, noble Lorélien, acteur, au caractère légèrement débauché au début de l'intrigue.
- Séhane de Junine, reine de Junine.
- Yan d'Eza (dit le Curieux), jeune orphelin ayant grandi avec Léti, ce n'est pas un héritier mais il les accompagnera dans leur quête.

### Les enfants des Héritiers
- Niss du clan de l'Oiseau, petite-fille de Bowbaq.
- Amanón Derkel, fils de Corenn et Grigàn, souvent appelé Manó. Il est interprète.
- Nolan de Kercyan, fils de Reyan et Lana, futur Maz d'Eurydis.
- Eryne de Kercyan, fille de Reyan et Lana, courtisane. Ayant été conçue au Jal Dara, elle est une demi-Déesse.
- Cael d'Eza, fils de Yan et Léti, il étudie à Grand Maison.
- Ke'b'ree lu Wallos (diminué par "Keb"), fils de Che'b'ree lu Wallos et de Saat l'Econome.
- Zejabel, ancienne tueuse züe, et ancienne Kahati de Züia. Tout comme Yan avant elle, elle n'est pas une héritière, mais accompagne le groupe.

### La troisième génération
- Lorilis, fille de Cael et de Niss, apprentie Mère au Matriarcat de Kaul.
- Damian, fils ainé d'Amanón et d'Eryne, récemment promu Chevalier dans la Légion Grise.
- Guederic, fils cadet d'Amanón et d'Eryne, grand amateur de tavernes et de bagarres à mains nues.
- Josion, fils de Nolan et de Zejabel, entraîné au combat par sa mère, et le seul de cette génération à avoir été mis au courant pour le Jal, par ses parents.
- Maraa, fille de Ke'b'ree et de Lyn'a'min, guerrière Wallate accomplie, manie la lowa avec dextérité, un peu hautaine.
- Najel, fils de Ke'b'ree et de Lyn'a'min, un peu couard, mais adroit au bâton et à la fronde.
- Souanne, orpheline, devenue ordonnance personnelle d'Amanón au sein de la Légion Grise. Ce n'est pas une héritière, mais elle accompagnera le groupe.

### Les Dieux
- Alastiir, Celui qui Consume
- Aliandra du Soleil, déesse des rêves et des récoltes est Celle qui Songe
- Alioss, Celui qui Conduit, Griteh
- Brosda, dieu des pêcheurs est Celui qui Pêche, Matriarcat de Kaul
- Dona, déesse des marchands et du plaisir est Celle qui Veut, royaume Lorélien
- Eryne de Kercyan est Celle qui Apaise
- Eurydis, la Sage est Celle qui Guide, Sainte-cité d'Ith
- K'lur
- Lusend Rama, dieu des voyageurs est Celui qui Chevauche, Bas-Royaumes
- Mishra, déesse des Causes Justes et de la liberté, Grand-Empire de Goran
- Nol "l'étrange", Celui Qui Enseigne, le Gardien du Jal'Dara
- Odrel, le dieu triste est Celui qui Pleure, Hauts-Royaumes
- Phrias, le dieu persécuteur est Celui qui Nuit
- Soltan
- Sombre, Celui qui Vainc
- Usul, Celui qui Sait, Beau Pays
- Valiponde
- Le Yoos
- Zuïa, Celle qui Juge, île de Zuïa

## Éditions

### Le Secret de Ji
Le Secret de Ji est d'abord paru en 4 volumes aux éditions Mnémos en 1996 et 1997. Il a ensuite été révisé par l'auteur et réédité en 1999 en deux tomes, grand format pour l'édition Mnémos puis en poche pour l'édition J'ai lu en 2003. En 2012 il a été réédité en une intégrale d'un seul volume par Mnémos. Les 4 volumes originaux et les livres qui les composent sont les suivants :
1. Six héritiers
Livre I : Les Chemins de Berce
Livre II : L'île oubliée
2. Le serment orphelin
Livre III : Le jugement de Zuïa
Livre IV : Le savoir inhumain
3. L'ombre des anciens
Livre V : Le Vieux pays
Livre VI : Les Pèlerins
Livre VII : A la mémoire des hommes
4. Le Doyen éternel
Livre VIII : Jal'dara Jal'karu
Livre IX : La fin des héritiers

### Les Enfants de Ji
La suite du Secret de Ji est a été publiée en 5 volumes aux éditions Octobre, J'ai Lu et France Loisirs puis regroupée en deux volumes aux éditions Octobre. En Novembre 2017, le roman a été réédité en une intégrale d'un seul volume par Mnémos. Les 5 volumes originaux et les livres qui les composent sont les suivants :
1. Le Testament Oublié
Livre X : Les cadets
Livre XI : Les Gweloms
2. La Veuve barbare
Livre XII : Aliandra du Soleil
Livre XIII : Le choix du sang
3. La Voix des Aînés
Livre XIV : Celui-qui-sait
Livre XV : Les Croisés
4. Le Patriarche
Livre XVI : Les morts éthèques
Livre XVII : Entre les ombres
Livre XVIII : L'appel des Ondines
5. Le sang du Jal
Livre XIX : La dernière porte
Livre XX : Les insoumis
Livre XXI : L'âge d'Ys

### Les Gardiens de Ji
Suite du Secret de Ji et des Enfants de Ji.
Cette série est composée de quatre volumes publiés chez Octobre et J'ai lu, divisés en livres :
1. La Volonté du démon
Livre XXII : Les légionnaires
Livre XXIII : La maison de Kercyan
2. Le Deuil écarlate
Livre XXIV : Le cairn
Livre XXV : Celui-qui-savait
3. Le Souffle des aïeux
Livre XXVI : Voiles et Suaires
Livre XXVII : D'âmes-nés
4. Les Vénérables
Livre XXVIII : La Reine du nid
Livre XXIX : Les Sœurs

### Les Chemins de Ji
1. La Branche Romine
Sortie le 22 janvier 2025
2. La souche perdue
Sortie prévue le 20 août 2025

## Traductions et carrière internationale
Le Secret de Ji a été traduit en tchèque sous le titre Tajemství ostrova Ji, en allemand sous le titre Die Magier et en anglais (en cours de traduction en 2014) sous le titre The Secret of Ji.
Les Enfants de Ji et Les Gardiens de Ji ont également été traduits en allemand, sous les titres Die Krieger et Die Götter.

## Récompenses
- 1997 - Prix Julia-Verlanger - Six Héritiers (Secret de Ji - T1)
- 1997 - Prix Ozone - Meilleur roman de fantasy francophone - Six Héritiers (Secret de Ji - T1)